# Жан Фредді Греко
Жан Фредді Паскаль Греко (італ. Jean Freddi Pascal Greco, нар. 12 лютого 2001, Антананаріву, Мадагаскар) — італійський футболіст, півзахисник клубу «Монополі».

## Ігрова кар'єра

### Клубна
Жан Фредді Греко є вихованцем клубної академії столичної «Роми». Продовжив свою кар'єру футболіст у складі «Торіно». Він кілька разів включався в заявку на матчі першої команди але жодного разу так і не зіграв в основі.
У 2021 року футболіст підписав контракт з клубом другого дивізіону «Порденоне» і відразу був відправлений в оренду до «Катанії», де і відбувся дебют Греко на професійному рівні. 4 вересня 2021 року він вийшов на поле у матчі проти «Фіделіс Андрія». У зимове міжсезоння Греко підписав контракт з «Віченцею» але до кінця сезону дограв у складі «Катанії». 18 квітня 2022 року півзахисник дебютував у складі «Віченци» в Серії В.
В січні 2025 року Греко перейшов до клубу Серії С «Монополі».

### Збірна
У 2018 році в складі юнацької збірної Італії (U-17) Греко став срібним призером на юнацькому чемпіонаті Європи в Англії.

## Титули
Італія (U-17)
 Віце - чемпіон Європи: 2018